# Vamos al lío!!
Vamos al lío!! es el sexto álbum del grupo Ñu, editado por Barrabás Producciones en 1988.
Al igual que el disco anterior (El mensaje del mago), fue grabado en los madrileños estudios "Red Led", y fue reeditado en CD por el sello BOA.

## Temas
Cara A
1. No te dejes ganar - 4:10
2. Fuga... sin modales - 1:51
3. Que alguien nos pague - 3:07
4. Fuera de juego - 4:40
5. Yo para ti - 4:41
6. El tren azul - 4:14

Cara B
1. La granja del loco - 4:47
2. El mejor - 4:02
3. Trovador de ciudad - 3:42
4. Nada me detendrá - 4:20
5. Tocaba correr - 5:00

## Músicos
- José Carlos Molina: voz, flauta, armónica, teclados y cerdadas
- Eduardo Pinilla: guitarra
- José Luis Rodríguez: bajo
- Enrique Valiño: violín
- Enrique B. Ballesteros: batería
- Miguel A. Collado: teclados